# امواج (فیلم ۲۰۲۴)
 امواج (چکی: Vlny) یک فیلم چک-اسلواکی محصول ۲۰۲۴ به نویسندگی و کارگردانی جورج ماکوئنت که در جریان بهار پراگ و پس از آن حمله پیمان ورشو به چکسلواکی اتفاق می‌افتد این فیلم اولین نمایش جهانی خود را در پنجاه و هشتمین جشنواره بین‌المللی فیلم کارلووی واری داشت که در آنجا جایزه تماشاگران را از آن خود کرد. این فیلم به عنوان فیلم ورودی چک برای بهترین فیلم بلند بین‌المللی در نود و هفتمین دوره جوایز اسکار انتخاب شد. این فیلم اولین نمایش جهانی خود را در پنجاه و هشتمین جشنواره بین‌المللی فیلم کارلووی واری داشت. جایی که برنده جایزه مخاطب شد. این فیلم به عنوان فهرست ارسالی چک برای جایزه اسکار بهترین فیلم بلند بین‌المللی برای جایزه آکادمی بهترین فیلم بلند بین‌المللی در جوایز اسکار نود و هفتم انتخاب شد.
امواج در ۱۵ اوت ۲۰۲۴ وارد سینما شد و پرفروش‌ترین فیلم چک در سال ۲۰۲۴ و در فهرست پرفروش‌ترین فیلم‌های چک قرار گرفت.